# Ajijic
Ajijic (/ɑːhɪhɪk/, IPA: [axi'xik]) est une ville située dans l'État de Jalisco, au Mexique, à environ 4.8 km de la ville de Chapala, municipalité dont elle fait partie.

## Situation, climat, population

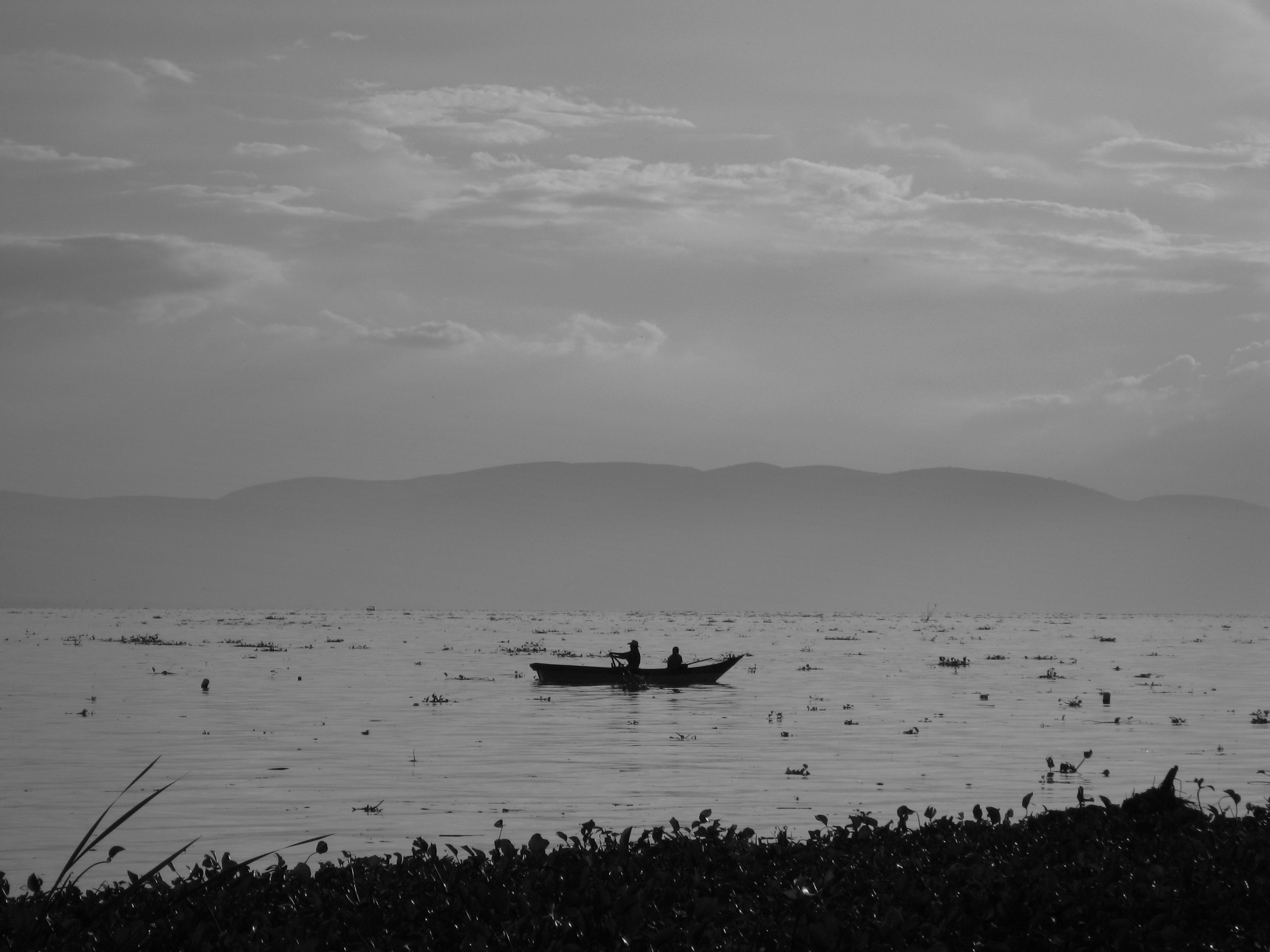
Le lac de Chapala à Ajijic

Située sur la rive nord du lac de Chapala, à une altitude de 1 540 mètres, entourée de montagnes, Ajijic bénéficie d'un climat modéré toute l'année. Au recensement de 2010, la population était de 10 509 habitants.